# 배구자
배구자(裵龜子, 1905년 ~ 2003년)는 일제강점기에 주로 활동한 무용가이며 극장 경영자이다. 한국인으로서는 처음으로 서양 무용을 배워 한국에서 공연을 한 무용가이다.

## 생애
충청남도 대전 출신으로 출생에 대해서는 여러 가지 이설이 있다. 공식적으로는 배정자의 조카이나, 배정자와 이토 히로부미 사이에서 태어난 딸이라는 소문이 꾸준히 돌았다. 
유년 시절의 행적은 불투명하다. 이는 배구자가 몸담고 있던 일본 덴카스 일행이 경성부에서 공연을 시작한 1918년 경부터 언론에 보도되기 시작한 이력을 본인이 후에 부인했기 때문이다. 공통되는 점을 묶으면, 시기는 불확실하나 어린 나이에 덴카스의 단원이 되어 해외 공연을 다니면서 무용을 배웠다는 것이다.
1926년에 덴카스가 평양에서 공연 중일 때 몰래 빠져나와 칩거를 시작했다. 덴카스에서 탈퇴한 이유는 단장이자 양어머니인 효교쿠사이 덴카스의 의붓아들과 사랑에 빠지면서 처지가 곤란해졌기 때문인 것으로 알려졌다. 이때 탈출을 도와준 홍순언과는 후에 결혼하게 되었다. 이때까지 배구자는 한국어를 구사하지 못했다.
1928년에 ‘배구자고별무도회’라는 행사를 가지면서 공연계에 복귀한 뒤 1929년부터 홍순언의 도움을 받아 활동을 재개하였다. 현재의 서울 중구 신당동 지역에 배구자무용연구소를 설립하고 연구생을 모집하여 교육하였다. 배구자는 오랜 외국 생활 중 오히려 조선 무용에 대한 관심을 키워왔고, 이때부터 본격적으로 전통에 입각한 조선 무용 수립에 들어갔다.
배구자무용연구소 연구생들로 배구자무용가극단을 꾸려 조선과 일본을 오가는 순회 공연을 가졌다. 공연 형태는 무용과 음악을 엮은 쇼인 레뷰를 중심으로 가극, 촌극, 비극이 포함된 종합적인 프로그램이었다. 조선의 전통 민요를 무용화하는 등 새로운 시도도 많이 이루어졌다. 왕성한 공연 활동을 벌이는 와중에 홍순언과 함께 동양극장을 설립해 신파극 전성시대를 열기도 했다.
1937년에 남편 홍순언이 급서하면서 배구자의 인생도 바뀌었다. 남편의 소상을 치르기도 전에 이미 다른 사람의 아이를 임신한 끝에 재혼을 결행하였고, 동양극장 경영권 문제로 고소를 당하기도 했다. 배구자는 재혼 이후 일체의 사회적 활동을 끊고 배구자악극단도 해체되었다. 1950년대에는 일본계 미군과 세 번째로 결혼하여 일본으로 이주하였다. 말년은 미국에서 보냈으며 90대까지 장수하였다.

## 배구자가 등장한 작품
- 박지영 - 2001년 《동양극장》 KBS 드라마

## 참고자료
- 강옥희, 이영미, 이순진, 이승희 (2006년 12월 15일). 《식민지시대 대중예술인 사전》. 서울: 소도. 147~151쪽쪽. ISBN 978-89-90626-26-4.
- 배구자(裵龜子) - 한국학중앙연구원